# Шаје ле Маре
Шаје ле Маре (фр. Chaillé-les-Marais) насеље је и општина у западној Француској у региону Лоара, у департману Вандеја која припада префектури Фонтне ле Конте.
По подацима из 2011. године у општини је живело 1938 становника, а густина насељености је износила 48,5 становника/km². Општина се простире на површини од 39,96 km². Налази се на средњој надморској висини од 19 метара (максималној 23 m, а минималној 0 m).

## Демографија
| 1962. | 1968. | 1975. | 1982. | 1990. | 1999. | 2011. |
| ----- | ----- | ----- | ----- | ----- | ----- | ----- |
| 1.330 | 1.443 | 1.292 | 1.486 | 1.553 | 1.599 | 1.938 |

График промене броја становника у току последњих година